# Danh sách giải thưởng và đề cử của Mamamoo
Danh sách giải thưởng và đề cử của Mamamoo, là nhóm nhạc nữ đến từ Hàn Quốc thành lập vào năm 2014 bởi Rainbow Bridge World. Mamamoo có tổng cộng 10 giải thưởng và 18 đề cử. Nhóm có tổng cộng 37 chiếc cup trên các chương trình âm nhạc.

## Asia Artists Awards
| Năm  | Hạng mục                                       | Đề cử cho | Kết quả   |
| ---- | ---------------------------------------------- | --------- | --------- |
| 2016 | Best Entertainer Award (Female Group Category) | Mamamoo   | Đoạt giải |

## Bugs Awards
| Năm  | Hạng mục         | Đề cử cho | Kết quả   |
| ---- | ---------------- | --------- | --------- |
| 2015 | Idol of the Year | Mamamoo   | Đoạt giải |

## Gaon Chart K-Pop Awards
| Năm  | Hạng mục                     | Đề cử cho               | Kết quả   |
| ---- | ---------------------------- | ----------------------- | --------- |
| 2014 | New Artist of The Year       | Mamamoo                 | Đoạt giải |
| 2016 | Song of The Month (Tháng 2)  | "You're the Best"       | Đoạt giải |
| 2016 | Song of The Month (Tháng 2)  | "1cm (Taller Than You)" | Đề cử     |
| 2016 | Song of The Month (Tháng 11) | "Décalcomanie"          | Đề cử     |

## Golden Disk Awards
| Năm  | Hạng mục        | Đề cử cho         | Kết quả   |
| ---- | --------------- | ----------------- | --------- |
| 2017 | Digital Bonsang | "You're the Best" | Đoạt giải |

## MBC Entertainment Awards
| Năm  | Hạng mục                            | Đề cử cho                          | Kết quả   |
| ---- | ----------------------------------- | ---------------------------------- | --------- |
| 2016 | Best Couple Award                   | Solar và Eric Nam (We Got Married) | Đoạt giải |
| 2016 | Rookie Award in Variety Show Female | Solar (We Got Married)             | Đề cử     |

## MelOn Music Awards
| Năm  | Hạng mục           | Đề cử cho         | Kết quả   |
| ---- | ------------------ | ----------------- | --------- |
| 2014 | Newcomer Award     | Mamamoo           | Đề cử     |
| 2015 | Best Female Dance  | "Um Oh Ah Yeah"   | Đề cử     |
| 2016 | Top 10 Artists     | Mamamoo           | Đoạt giải |
| 2016 | Artist of the Year | Mamamoo           | Đề cử     |
| 2016 | Album of the Year  | "Melting"         | Đề cử     |
| 2016 | Song of the Year   | "You're the Best" | Đề cử     |
| 2016 | Best Female Dance  | "You're the Best" | Đề cử     |

## Mnet Asian Music Awards
| Năm  | Hạng mục                          | Đề cử cho         | Kết quả |
| ---- | --------------------------------- | ----------------- | ------- |
| 2015 | Best Vocal Performance Female     | "Um Oh Ah Yeah"   | Đề cử   |
| 2015 | UnionPay Song of the Year         | "Um Oh Ah Yeah"   | Đề cử   |
| 2016 | Best Female Group                 | Mamamoo           | Đề cử   |
| 2016 | HotelsCombined Artist of the Year | Mamamoo           | Đề cử   |
| 2016 | Best Vocal Performance - Group    | "You're the Best" | Đề cử   |
| 2016 | HotelsCombined Song of the Year   | "You're the Best" | Đề cử   |

## Seoul Music Awards
| Năm  | Hạng mục             | Đề cử cho         | Kết quả   |
| ---- | -------------------- | ----------------- | --------- |
| 2015 | Bonsang              | "Mr. Ambiguous"   | Đề cử     |
| 2015 | Popularity Award     | Mamamoo           | Đề cử     |
| 2015 | Rookie Award         | Mamamoo           | Đoạt giải |
| 2015 | Hallyu Special Award | Mamamoo           | Đề cử     |
| 2017 | Bonsang              | "You're the best" | Đoạt giải |

## Seoul Success Awards
| Năm  | Hạng mục           | Đề cử cho | Kết quả   |
| ---- | ------------------ | --------- | --------- |
| 2014 | Rookie of the Year | Mamamoo   | Đoạt giải |

## Chương trình ca nhạc

### The Show
| Năm  | Ngày        | Bài hát           |
| ---- | ----------- | ----------------- |
| 2016 | 15 tháng 3  | "You're the Best" |
| 2016 | 29 tháng 11 | "Décalcomanie"    |
| 2017 | 26 tháng 7  | "Yes I Am"        |
| 2018 | 13 tháng 3  | "Starry Night"    |
| 2018 | 20 tháng 3  | "Starry Night"    |
| 2018 | 24 tháng 7  | "Egotistic"       |
| 2019 | 19 tháng 3  | "Gogobebe"        |

### Show Champion
| Năm  | Ngày       | Bài hát           |
| ---- | ---------- | ----------------- |
| 2016 | 9 tháng 3  | "You're the Best" |
| 2016 | 16 tháng 3 | "You're the Best" |
| 2017 | 27 tháng 7 | "Yes I Am"        |
| 2018 | 14 tháng 3 | "Starry Night"    |
| 2019 | 27 tháng 3 | "Gogobebe"        |
| 2019 | 4 tháng 12 | "Hip"             |

### M Countdown
| Năm  | Ngày        | Bài hát           |
| ---- | ----------- | ----------------- |
| 2016 | 10 tháng 3  | "You're the Best" |
| 2017 | 6 tháng 7   | "Yes I Am"        |
| 2017 | 13 tháng 7  | "Yes I Am"        |
| 2017 | 28 tháng 7  | "Yes I Am"        |
| 2018 | 15 tháng 3  | "Starry Night"    |
| 2018 | 22 tháng 3  | "Starry Night"    |
| 2018 | 2 tháng 8   | "Egotistic"       |
| 2019 | 21 tháng 3  | "Gogobebe"        |
| 2019 | 28 tháng 3  | "Gogobebe"        |
| 2019 | 21 tháng 11 | "Hip"             |
| 2019 | 28 tháng 11 | "Hip"             |
| 2020 | 19 tháng 11 | "Aya"             |

### Music Bank
| Năm  | Ngày        | Bài hát           |
| ---- | ----------- | ----------------- |
| 2016 | 11 tháng 3  | "You're the Best" |
| 2016 | 18 tháng 3  | "You're the Best" |
| 2017 | 7 tháng 7   | "Yes I Am"        |
| 2018 | 16 tháng 3  | "Starry Night"    |
| 2019 | 29 tháng 3  | "Gogobebe"        |
| 2019 | 22 tháng 11 | "Hip"             |

### Show! Music Core
| Năm  | Ngày       | Bài hát    |
| ---- | ---------- | ---------- |
| 2017 | 30 tháng 6 | "Yes I Am" |
| 2019 | 30 tháng 3 | "Gogobebe" |

### Inkigayo
| Năm  | Ngày        | Bài hát           |
| ---- | ----------- | ----------------- |
| 2016 | 6 tháng 3   | "You're the Best" |
| 2016 | 13 tháng 3  | "You're the Best" |
| 2018 | 18 tháng 3  | "Starry Night"    |
| 2018 | 25 tháng 3  | "Starry Night"    |
| 2018 | 1 tháng 4   | "Starry Night"    |
| 2019 | 31 tháng 3  | "Gogobebe"        |
| 2019 | 24 tháng 11 | "Hip"             |
| 2019 | 22 tháng 12 | "Hip"             |
| 2019 | 29 tháng 12 | "Hip"             |

## Other Awards
| Year | Award        | Category                  | Recipient | Result    |
| ---- | ------------ | ------------------------- | --------- | --------- |
| 2016 | Cublic Media | SNS Communication Daesang | Mamamoo   | Đoạt giải |
| 2016 | DongA        | Trendy Word (is뭔들)      | Mamamoo   | Đoạt giải |